# 康考迪亞 (奧蘭喬省)
康考迪亞（西班牙語：Concordia），是洪都拉斯的城鎮，位於該國西部，由奧科特佩克省負責管轄，始建於1887年，面積267.8平方公里，海拔高度726米，2001年人口6,267，人口密度每平方公里23.4人。
14°40′N 86°39′W / 14.667°N 86.650°W